# Furulundskyrkan
Furulundskyrkan är en kyrkobyggnad i Partille kommun. Det är en samarbetskyrka mellan EFS och Furulund-Öjersjö församling i Göteborgs stift. 

## Bakgrund
Kyrkan ligger i Furulund i Partille. Där finns en EFS-Förening som startade tjugo år innan kyrkobyggnaden uppfördes. EFS är en förnyelserörelse i Svenska kyrkan och fokuserar på lekmannaengagemang och mission. 

## Kyrkobyggnaden
Byggnaden uppfördes 2001 efter ritningar av Stig Henrik Lundgren på SHL arkitekter. Kyrkan med församlingslokaler är byggda i en våning och har källare. Kyrkorummet är rektangulärt format och täcks av ett brant sadeltak. Övriga byggnaden har ett lägre och flackare sadeltak. Alla tak är belagda med förzinkad bandplåt. Alla fasader är belagda med puts och vitmålade, likaså sockeln.
Kyrkan byggdes till 2007, varvid gudstjänstlokalen blev nästan fördubblad.

## Inventarier
- Dopfunten består av en åttkantig cuppa i rostfri plåt som vilar på en rödlaserad träfot.
- Altaret är av rödlaserat trä och har inristade Kristussymboler. Tillhörande altarring består av fyra flyttbara delar som är målade i ljusblått och har knäfall i rött tyg.
- Predikstolen är en ambo i trä med ljuslaserad fot och rödlaserat bokstöd.
- Den korsformade stora altartavlan är byggd av olikfärgade keramikbitar likt mosaik. Tavlan tillverkades 2001 av L. Söder.

### Orgel
- Orgeln är tillverkad 2002 av Ålems Orgelverkstad. Den är mekanisk och har sju stämmor fördelade på två manualer och pedal.[1]